# Always Ascending
Albums de Franz Ferdinand
Right Thoughts, Right Words, Right Action
(2013) The Human Fear
(2025)
Singles
1. Always Ascending
Sortie : 25 octobre 2017
2. Feel the Love Go
Sortie : 8 janvier 2018
3. Lazy Boy
Sortie : 25 janvier 2018

Always Ascending est le cinquième album studio du groupe écossais de rock Franz Ferdinand sorti le 9 février 2018.

## Pistes
| No  | Titre                   | Durée |
| --- | ----------------------- | ----- |
| 1.  | Always Ascending        | 5:21  |
| 2.  | Lazy Boy                | 2:59  |
| 3.  | Paper Cages             | 3:40  |
| 4.  | Finally                 | 3:09  |
| 5.  | The Academy Award       | 4:14  |
| 6.  | Lois Lane               | 3:34  |
| 7.  | Huck And Jim            | 3:35  |
| 8.  | Glimpse Of Love         | 3:12  |
| 9.  | Feel The Love Go        | 4:46  |
| 10. | Slow Don't Kill Me Slow | 5:18  |